# Bisdom Opole

Bisdommen in Polen
17. Aartsbisdom Katowice
18. Bisdom Gliwice
19. Bisdom Opole

Het bisdom Opole (Latijn: Dioecesis Opoliensis, Pools: Diecezja Opolska) is een in Polen gelegen rooms-katholiek bisdom met zetel in de stad Opole. Het bisdom behoort tot de kerkprovincie Katowice, en is, samen met het bisdom Gliwice, suffragaan aan het aartsbisdom Katowice.

## Geschiedenis
- 28 juni 1972: Opgericht als bisdom Opole uit delen van het aartsbisdom Wrocław
- 25 maart 1992: Gebied verloren bij de oprichting van de bisdommen Gliwice en Kalisz

## Bisschoppen van Opole
- 1972-1976 Franciszek Jop
- 1977-2009 Alfons Nossol
- 2009-heden Andrzej Czaja

## Hulpbisschoppen van Opole
- 1981-1992 Jan Walenty Wieczorek
- 1985-1992 Gerard Alfons Kusz
- 1985-2009 Jan Bagiński
- 1992-2011 Jan Kopiec
- 2003-heden Paweł Stobrawa
- 2013-heden Rudolf Pierskała

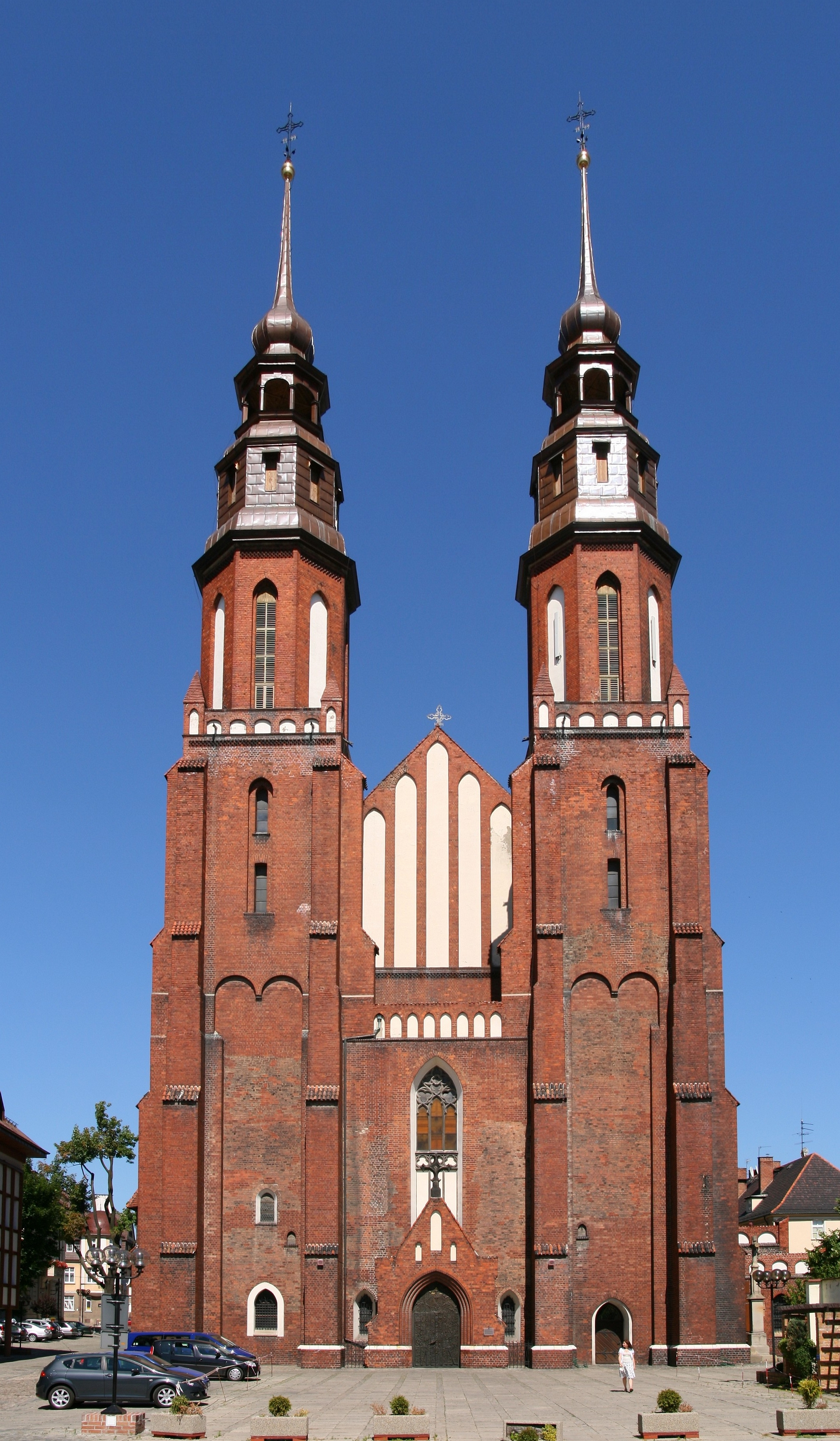
Kathedraal van Opole